# Heat Capacity Mapping Mission

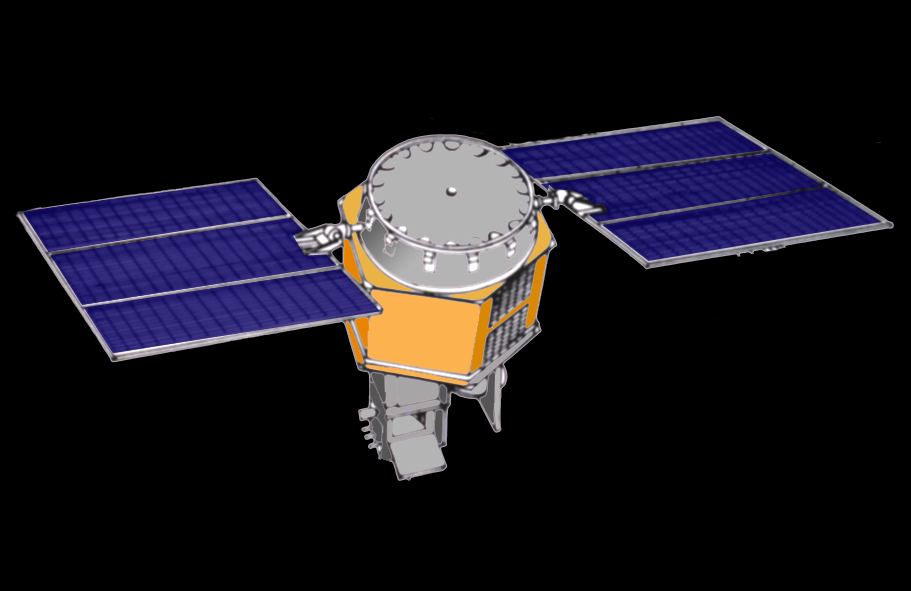
Concepçao Artística do HCMM.

Heat Capacity Mapping Mission (também chamado de Explorer 58) foi uma satélite da NASA destinado a fazer pesquisas da temperatura na superfície terrestre. Foi lançado em 26 de abril de 1978 por um foguete Escoteiro da Base da Força Aérea de Vandenberg, nos Estados Unidos.